# Pseudomesauletes columbiensis
Pseudomesauletes columbiensis is een keversoort uit de familie Rhynchitidae. De wetenschappelijke naam van de soort is voor het eerst geldig gepubliceerd in 1922 door Voss.